# La Salvetat-Saint-Gilles
La Salvetat-Saint-Gilles è un comune francese di 6 943 abitanti situato nel dipartimento dell'Alta Garonna nella regione dell'Occitania.

## Società

### Evoluzione demografica
Abitanti censiti